# Äppelbo-Glatjärnen
Äppelbo-Glatjärnen är en sjö i Vansbro kommun i Dalarna och ingår i Dalälvens huvudavrinningsområde.